# Oxford Advanced Learner’s Dictionary of Current English
Oxford Advanced Learner's Dictionary of Current English, skrót w publikacjach naukowych OALD – jednojęzyczny słownik dydaktyczny języka angielskiego pisany dla odbiorców niebędących ojczystymi użytkownikami języka. Pierwsze wydanie ukazało się w roku 1948. Do roku 2023 ukazało się dziesięć wydań słownika, w tym każde w różniących się między sobą dodrukach. Dzieło drukowano również, kooperując z wydawnictwami zagranicznymi, w tym z Państwowym Wydawnictwem Naukowym. Słownik przeszedł wiele przeobrażeń, a przy jego opracowywaniu korzystano m.in. z komputerowego rejestru językowego. Słownikowi towarzyszą witryna internetowa oraz aplikacja mobilna.

## Charakter słownika
Słownik jest odmienny zarówno od słownika dwujęzycznego, jak również od jednojęzycznego słownika pisanego dla odbiorców posługujących się językiem angielskim od urodzenia czy przygotowywanego dla środowisk akademickich. Pierwszy słownik tego typu ukazał się w 1942 roku, a jego autorem był Albert Sydney Hornby. Współczesne wydania słownika są firmowane jego nazwiskiem, choć redagowane są przez zrzeszonych w fundacji naukowców z Oxford University. Słownik wydaje oficyna Oxford University Press. Wydawnictwo szacuje, że ze słownika korzysta 30 milionów użytkowników. Istnieją podobne dzieła, wydane np. przez Longman, HarperCollins (Collins COBUILD Advanced Dictionary), Cambridge University Press, Macmillan Publishers.
Słownik dostarcza osobom uczącym się języka angielskiego informacji o znaczeniu słów i zwrotów, ich użyciu oraz wymowie. Pod uwagę brane są tylko znaczenia aktualne; nie podaje się etymologii słów. Wszystkie definicje opracowane są przy pomocy metajęzyka składającego się z 3 tys. często używanych wyrazów, co czyni definicje przystępnymi dla uczących się.

## Wydania i wznowienia
Do roku 2023 ukazały się następujące wydania i wznowienia:
- Wydanie pierwsze 1948 (12 wznowień)
- Wydanie drugie 1963 (19 wznowień)
- Wydanie trzecie 1974 (28 wznowień)
- Wydanie czwarte 1989 (50 wznowień)
- Wydanie piąte 1995 (65 wznowień)
- Wydanie szóste 2000 (117 wznowień)
- Wydanie siódme 2005 (105 wznowień)
- Wydanie ósme 2010 (69 wznowień)
- Wydanie dziewiąte 2015 (39 wznowień)
- Wydanie dziesiąte 2020

Wydanie trzecie ukazało się na rynku polskim w 1981 we współpracy OUP i PWN.

## Historia
Rozwój badań nad językiem i zwłaszcza słownictwa spowodował powstanie dwóch metod – podejście obiektywne – ilościowe (The Objective Quantitative Approach), polegające na znalezieniu odpowiednich kryteriów, tworzenie korpusów językowych (zwolennikiem tej metody był Edward L. Thorndike) i subiektywne (Subjective Approach), które preferował Palmer, a polegające na indywidualnych poszukiwaniach i opracowaniem podstaw do jakichkolwiek badań statystycznych.
Słownik OALD został poprzedzony kilkoma innymi publikacjami, które wpłynęły na kształt i treść słownika. W niektórych A.S. Hornby brał osobiście udział,  np. Thousand Word English, opracowany wraz z Haroldem Palmerem, gdzie przyjęto wyodrębnianie głównych słów hasłowych i gromadzenie wokół nich form fleksyjnych i słów pochodnych. Nie bez wpływu na Hornby'ego była również późniejsza praca Palmera A Grammar of English Words. Innym źródłem inspiracji Hornby'ego były prace Michaela Westa Definition Vocabulary, w której autor zajął się metasłownikiem – słownikiem, przy pomocy którego buduje się definicje do słów – artykułów hasłowych, a także The New Method English Dictionary, co pozwoliło Hornby'emu opracować wstępną listę słów do swojego słownika. Następnym etapem była praca Palmera Notes on Constructions Patterns z roku 1932, która definiowała struktury z użyciem czasowników. Ostatecznie opracowano 27 wzorów struktur z użyciem czasownika, z których Hornby skorzystał, pisząc własny słownik.

### Wydanie pierwsze

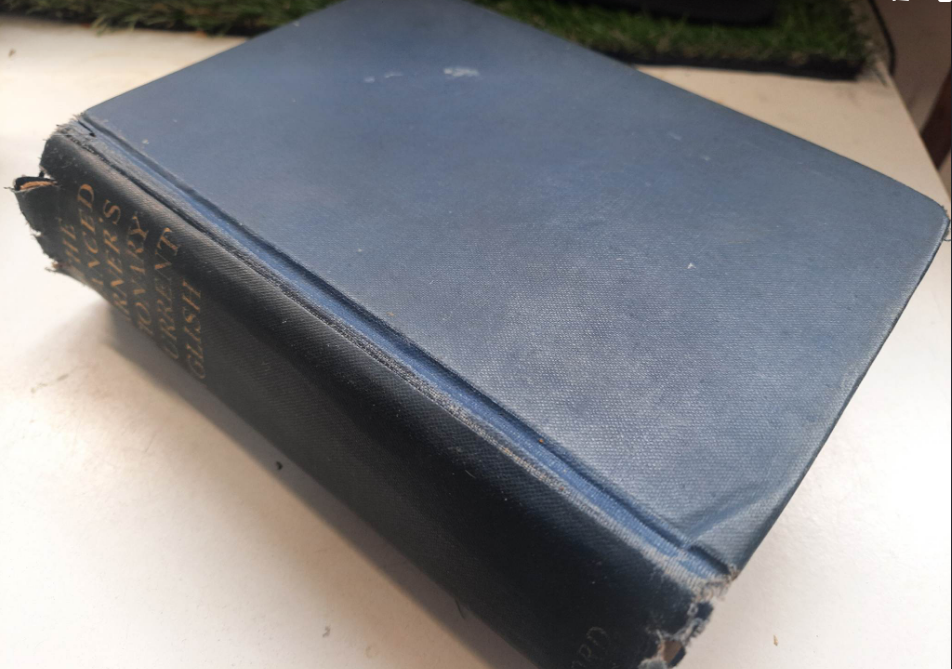
Pierwsze wydanie słownika OALD

Bezpośrednim pierwowzorem słownika OALD była publikacja Idiomatic and Syntactic English Dictionary, która ukazała się w roku 1942 w Japonii. Podczas II wojny światowej trafiła do wydawnictwa Oxford University Press, gdzie stwierdzono, że będzie dobrym uzupełnieniem słownika oksfordzkiego. Pierwsze, japońskie wydanie było dziełem A. S. Hornby’ego, lektora języka angielskiego w małym koledżu w Japonii, który jeszcze przed publikacją słownika w japońskim wydawnictwie Kaitakusha wysłał kopię w maszynopisie do British Council do B. Ifora Evansa. Hornby wyjechał do pracy dla British Council do Iranu, tymczasem pierwodruk słownika dotarł do Humphreya S. Milforda, dyrektora Oxford University Press. Milford zrozumiał, że słownik może być doskonałym uzupełnieniem Oxford English Dictionary i podnieść renomę wydawnictwa. Grupy docelowej upatrywał w osobach używających języka angielskiego jako drugiego, dla których słownik oksfordzki był zbyt trudny. Z powodu trudności ze zdobyciem papieru podczas wojny, Milford zwrócił się do British Council o pomoc w tej sprawie. Słownik ukazał się w roku 1948.
Założeniem było maksymalne uproszczenie definicji w porównaniu z tradycyjnymi słownikami, takimi jak Concise Oxford English Dictionary, przy argumentacji, że uczeń języka nie jest w stanie zrozumieć definicji pisanej normalnym językiem zrozumiałym dla ludzi mówiącym po angielsku jako językiem natywnym. Słowa użyte do definiowania były wybrane w taki sposób, by były znane uczniowi.  Zrezygnowano z terminologii fachowej, zwłaszcza łacińskojęzycznej. Słownik zawierał 1406 ilustracji, a wymowa została zapisana symbolami Międzynarodowego Alfabetu Fonetycznego.

### Wydanie drugie
Pierwsze wydanie słownika okazało się sukcesem, toteż w roku 1963 ukazało się jego drugie, poprawione wydanie, w którym wprowadzono dydaktyczny podział czasowników na 25 grup i zwiększono liczbę przykładów językowych. Zrewidowano zakres prezentowanego słownictwa, mając za wzór „dobrze wykształconego użytkownika języka w Wielkiej Brytanii i USA”. Wprowadzono 9 dodatków, m.in. listę czasowników nieregularnych, listę skrótów, budowę samolotu, statku i samochodu i ilustrowany dodatek o anglosaskich grach drużynowych.

### Wydanie trzecie
W wydaniu 3 zmieniono warstwę graficzną, wprowadzono nowe oznaczenia, a także po raz pierwszy wulgaryzmy. W pierwszych edycjach tego wydania zrezygnowano z dierez, czyli znaków wskazujących na długość dźwięku samogłosek, co w zamyśle autorów miało uwydatnić zmiany jakościowe. Krytyka tego rozwiązania była jednak tak powszechna, że pomysł zarzucono w kolejnych dodrukach tego samego wydania. Po raz pierwszy wprowadzono obszerny przewodnik po artykule hasłowym, w którym w graficzny sposób przedstawiono budowę artykułu hasłowego i miejsce, gdzie można znaleźć poszukiwaną informację: notkę gramatyczną, wymowę, kwalifikatory.

### Wydanie czwarte
Od wydania 4 do haseł dodawane są dodatkowe informacje dotyczące stosowania podobnych wyrażeń i ta cecha była konsekwentnie rozwijana. Po raz pierwszy opracowano obszerny poradnik praktyczny dotyczący używania słownika, w którym zamieszczono porady, m.in. jak znaleźć szukane hasło, jak interpretować uwagi gramatyczne, wyjaśniono pokrótce, czym są idiomy, wyrazy pochodne i złożone, czasowniki frazowe, a także zamieszczono porady, jak dobrać odpowiednie słowo. Rozbudowano dział dodatków, m.in., o część rysunkową, reguły interpunkcyjne a także zamieszczono dodatek dotyczący wymowy i gramatyki. Zmieniono również całkowicie oznaczenie struktur czasownikowych. Objętościowo było to najbardziej obszerne wydanie słownika, liczące 1580 stron i 10-stronicowy wstęp.

### Wydanie piąte
Po raz pierwszy do opracowania słownika użyto korpusu językowego British National Corpus. Przy jego wykorzystaniu na nowo określono częstotliwość występowania słów i ich poszczególnych znaczeń, kolokacji, struktur gramatycznych im towarzyszących. Użyto zdań z korpusu do opracowania przykładów ilustrujących użycie. Dodano 9 000 słów. Wprowadzono liczący 3 500 słów metasłownik, przy pomocy którego zdefiniowano znaczenia. Wybrano je na podstawie ich częstotliwości występowania oraz ważności dla osób uczących się języka obcego. Michael Ashby z University College London zrewidował wymowę i zapis fonetyczny, ze szczególnym uwzględnieniu akcentu w czasownikach frazowych. Na nowo opracowano sposób podawania struktur z użyciem czasownika. Po raz pierwszy wprowadzono kolorowe wkładki z elementami gramatyki, omówieniem czasowników, mapami i informacjami kulturowymi. Po raz pierwszy do słownika dołączono CD-ROM

### Wydanie szóste
Dodano 4 500 nowych słów i znaczeń; wiele definicji napisano na nowo. Słownik zawiera 4200 synonimów i antonimów. Ograniczono metasłownik do 3000 pozycji leksykalnych. W definicjach wprowadzono tzw. „skróty” (shortcuts) precyzujące zakresy tematyczne poszczególnych części definicji, np. relief – removal of anxiety/pain – help – on taxi – sth different – workers. Wprowadzono po raz pierwszy przekazywanie treści w ramkach obejmujących uwagi na temat użycia, rodziny wyrazów, ramki pomocy oraz, po raz pierwszy, etymologię wyrazów. Poprawiono transkrypcję i wymowę wyrazów amerykańskich, zdaniem krytyków dopiero w tym wydaniu amerykańska odmiana uzyskała pełny status w słowniku. Poprawiono i znacznie rozwinięto ikony i symbole. Na dole każdej strony zamieszczono symbole transkrypcji fonetycznej wraz ze znanym słowem zawierającym dany fonem. Słownik ukazał się na CD-ROM, również z ćwiczeniami językowymi i grami.

### Wydanie siódme
W siódmym wydaniu słownika dodano 2 000 nowych słów. Po raz pierwszy wprowadzono do druku drugi kolor – niebieski. Szczególną uwagę zwrócono na „Oxford 3000” – zbiór 3000 słów szczególnie potrzebnych w nauce języka starannie wybranych przez zespół naukowców, reprezentujące angielszczyznę brytyjską i amerykańską – i za pomocą tych słów definiowane są wszystkie inne. Słowa te pochodzą głównie z listy najczęściej używanych wyrazów z korpusu językowego, a także listę najczęściej używanych słów z niektórych dziedzin. Słowa z listy oznaczono ikonką klucza, a hasła z listy Oxford 3000 zostały wyróżnione większą czcionką. Zamieszczono również zbiór ćwiczeń „The Oxford 3000 Vocabulary Trainer”. Na jednej z pierwszych stron zamieszczono reprint strony z pierwszego wydania słownika. W wydaniu na CD-ROM podano etymologię 20 000 słów.

### Wydanie ósme
Zachowano układ z poprzedniego wydania. Rozszerzono liczbę  artykułów hasłowych o 7500 słów. Ostatecznie zrezygnowano z oznaczania konstrukcji czasownikowych przy pomocy skrótów, opisując konstrukcję słownie. Wprowadzono kurs pisania Oxford Writing Tutor z bankiem słów, dodatkowymi ćwiczeniami na CD ROM. Czytelnik znajdzie tam porady jak napisać m.in. esej argumentacyjny, raport, e-mail, streszczenie czy książkę. Wyróżniono dodatkowe oznaczenie dla słów akademickich The Academic Word List. Zamieszczono 64-stronicowy kolorowy dodatek Visual Vocabulary Builder służący pracy studenta nad słownictwem

### Wydanie dziewiąte
W nowym wydaniu dołączono 700 nowych definicji. Nowością są noty Express Yourself pozwalające na znalezienie adekwatnego słowa do sytuacji. Oprócz poprawionej wersji Oxford Writing Tutor z poprzedniego wydania zamieszczono Oxford Speaking Tutor skupiony na mowie potocznej, dyskusji na różne tematy, prezentacjach, załączając również porady egzaminacyjne w postaci krótkich do i don't. Znacznie ograniczono liczbę kolorowych tablic do ośmiu w porównaniu z poprzednim wydaniem (64 strony).

### Wydanie dziesiąte
Słownik zawiera ponad 60 000 artykułów hasłowych, 89 000 znaczeń i 109 000 przykładów użycia. Dodano 1 000 nowych słów i znaczeń, m.in. takie jak fake news, chatbot, microplastic. Poprawniono i uzupełniono listę Oxford 3000, a także zamieszczono nową listę, Oxford 5000, mającą na celu poszerzenie zakresu słownictwa przez studenta. Opracowano również listę słownictwa akademickiego OPAL – The Oxford Phrasal Acedemic Lexicon, oznaczonego odpowiednimi ikonami w tekście słownika. W X wydaniu słownika słowa tworzące artykuły hasłowe otrzymały kwalifikatory przyporządkowujące je do odpowiedniej klasy Europejskiego Systemu Opisu Kształcenia Językowego. Osobom, które zakupiły słownik, gwarantuje się jednoroczny bezpłatny dostęp do aplikacji słownik OALD.

## Budowa artykułu hasłowego
Artykuły hasłowe w słowniku OALD przeszły wiele przeobrażeń od czasu pierwszego wydania w roku 1948. Budowa artykułu hasłowego jest zupełnie inna, a poniższe uwagi dotyczą głównie wydania dziesiątego. Definicja hasła w słowniku składa się z:
- nazwy artykułu hasłowego; każde znaczenie homonimiczne podane jest jako oddzielne hasło[77]; podane są pisownie alternatywne, np. banister i bannister
- kwalifikatora Europejskiego Systemu Opisu Kształcenia Językowego np. absolute B2, absolutely B1[78]
- określenia policzalności w przypadku rzeczownika, np. bowler [C], bowling [U][78], wind [C, U][79]
- wymowy wyrazu, w przypadku rozbieżności brytyjskiej i amerykańskiej, podanej transkrypcją API[77], np. absent /'æbsənt/[80], corner /'kɔ:nə(r)/; NAmE /'kɔ:rn-/[81]
- podziału ma sylaby, zapisanego w nazwie artykułu hasłowego, np. bi·month·ly[82]
- kategorii gramatycznej i liczby np. gill noun (usually pl)[77]
- uwag odnośnie występowaniu w zdaniu: flabbergasted (not usually before noun)[83]
- rejestru językowego, np. kiddo (informal)[84], knackered (BrE slang)[85]. Słownik wyróżnia takie rejestry, jak m.in. formalny, nieformalny, ironiczny, literacki, obraźliwy, slangowy, specjalistyczny, taboo, dialekt, przestarzały[1]
- znaczenia głównego i innych np. fetch 1. to go where sb/sth is ans bring it back 2. to be sold for a particular price[80]
- zróżnicowania słowa ze względu na znaczenie: bag – container, amount
- kontekstu gramatycznego, wymagane przyimki, itp, np: cling – ~ to sb/sth, ~ onto sb/sth[86]
- definicji, np. yonder – that is over there, that you can see over there[87]
- przykładów użycia w zdaniu lub frazie[38]: dirt – his clothes were covered in dirt, First remove any grass and dirt from the surface[88]
- kolokacji, np. cluster – a cluster of stars[89] club – chess club, to join a club[90]
- synonimów, np. flabbergasted – syn. astonished[83]
- czasowników frazowych utworzonych od danego czasownika, np. cheer – cheer up, cheer sb up, cheer sb on[91]
- idiomów, np. chicken – a chicken and egg situation[92] (pol. co było pierwsze – jajko czy kura)
- ilustracji graficznej[76]

## Krytyka
Słownik OALD zazwyczaj był przyjmowany pozytywnie przez krytykę, jednak istnieją elementy krytykowane przez naukowców. Jednym z nich jest prezentacja struktur językowych z użyciem czasownika. Choć w słownikach OALD1, OALD2 i OALD3 wyodrębniono 25 grup, liczba podgrup w tym czasie zwiększyła się z 13 do 38. Krytykowano nie tylko sam podział, który mógłby być ograniczony, ale również sposób jego prezentacji literami, które dla korzystającego są niezbyt czytelne i nieintuicyjne, np. VP6A, odsyłające wyłącznie do tabeli, gdzie były one rozwinięte. Rozumienie kodów było jednym z najtrudniejszych elementów dla korzystających ze słownika, zarzucano, że nabierają one nieprzyjaznego „algebraicznego” wyglądu. Ostatecznie system po licznych próbach reform zarzucono w wydaniu ósmym.
Wydanie 3 OALD ściągnęło na siebie krytykę zmianą transkrypcji fonetycznej: postanowiono zrezygnować ze znaków oznaczających długość samogłosek /i/, /ɑ/, /ɔ/, /u/ (dierez), gdyż uznano, że dierezy zaciemniają różnice jakościowe między poszczególnymi fonemami. Mimo że fonetycy, w tym Alfred Charles Gimson uznali zmianę za możliwą do obrony, krytyka tego rozwiązania była powszechna i już w kolejnych dodrukach tego samego wydania postanowiono wrócić do stosowania dierezy, wskazując jednak, że jest ona zbędna.